# حسین‌آباد (کرند)
حسین‌آباد روستایی در دهستان کرند بخش مرکزی شهرستان بشرویه استان خراسان جنوبی ایران است.

## جمعیت
بر پایه سرشماری عمومی نفوس و مسکن در سال ۱۳۹۵ جمعیت این روستا ۳۱ نفر (۱۱خانوار) بوده‌است.